# 境界線上のホライゾンの登場人物
境界線上のホライゾンの登場人物（きょうかいせんじょうのホライゾンのとうじょうじんぶつ）では、川上稔のライトノベル作品『境界線上のホライゾン』と、同作を原作とするメディアミックス作品に登場する登場人物について解説する。
各登場人物は、それを含む項が示す国の「主校」に属す。兼任などの例外は、各項を参照。
人物名は、人物名/“字名”または別名/「通神上の名前」で列記。リンク先は史実上の人物。「声」は、テレビアニメ版の声優。

## 武蔵
移動都市艦「武蔵」の住人。外道が多い。
「3年梅組」「後輩」は、武蔵アリアダスト教導院の学生を分類する。
総長、及び生徒会長は教導院の中で最も能力の低い者と定められている。

### 3年梅組
現役職者が集中するクラス。権力者と馬鹿しかいないともっぱらの噂。
転入生・浅間・喜美・ホライゾンを除く全員は、トーリと初等部からの同級生。
葵・トーリ（あおい・トーリ）/“不可能男（インポッシブル）”/“湿った手の男（ウェットマン）”/「俺」
声 - 福山潤
本作の主人公。総長兼生徒会長、武蔵副王。また青雷亭本舗バイト店長。左肩に大きな古傷があり、黒い学生服の上に飾り紐をつけた少年。
芸人で持ちネタは全裸と女装。優しく気配り上手でヒロイン体質。馬鹿で賑やかだが、独特の人望の持ち主。梅組のメンバーとは初等部からの幼馴染で、小さいころから「王」になることを望む。ホライゾンが死んでから10年、彼らの「王」となり世界と戦うことを決意し、大罪武装の回収を目的とする。
自分の全てを他者に与え伝える術式を用いて、副王として得られる武蔵の流体燃料を仲間に供給する。その対価として「喜」の感情を常時奉納しており、一瞬でも悲しみの感情を得ると奉納が失敗とみなされ、奉納者であるトーリ自身は死んでしまう。つまり泣きゲーができない。
馬鹿で非力なこともあり、政治・戦闘は全くできない。交渉の場にも出席はするが、最終的な決断以外は全て正純たち生徒会側に任せている。そのため仲間からの信頼は厚いが「王」としては未熟で、たびたび武蔵を窮地に叩き込んでいる。幾人かから王の在り方を学び、奥州三国会議にて仲間達と再起する。
浅間、ミトツダイラに対して、告白ともとれる言動を見せ、2人を動揺させる。
『このライトノベルがすごい!』男性キャラクター部門では2016年版で10位を獲得している。
ホライゾン・アリアダスト/P-01s（ピーゼロワンエス）/「ホラ子」
声 - 茅原実里
極東当主。また武蔵副王。BLUETHUNDERバイト店員。長い銀髪を持つ自動人形の少女。9つ目の大罪武装そのもの。通称 “全竜の姫”。
毒舌で唯我独尊。一人称は「ホライゾン」。
元信の庶子。事故死し自動人形として蘇る。外見も異なり生前の記憶もないが、曰く性格は同じらしい。
感情を大罪武装の材料として他国に使われている。総括統御OS“焦がれの全域”で大罪武装を使いこなし、また「魂の駆動」を起こすごとに感情を取り戻す。
自動人形の分類としては生体型で、高性能。雑貨をしまう二律空間を持つほか、肢体を分離し自動化できる。
三河争乱後、武蔵アリアダスト教導院の学生となり、感情の奪還と世界征服を望んでいく。

#### 生徒会
本多・正純（ほんだ・まさずみ）/「副会長」
声 - 沢城みゆき
副会長。男装をした長髪の少女。あだ名は「セージュン」。
よく青雷亭の前で行き倒れている。真面目で苦労人だが順応は早く、早々に武蔵色に染まった。ギャグは滑る。
武蔵の実質的サブリーダーで、政治家志望の有能な交渉師。ただ最後は戦争になる。また武蔵の頭脳で、他国との交渉の際はトーリの代わりに武蔵代表として出席する。しかしトーリとホライゾンの意見を第一にしており、彼らの意見を何より優先させる。梅組のメンバーとは中等部からの付き合いで関係も浅いが、各国主力との交渉をくり返す中で技量を磨き、内外で確かな立場を築いていく。
男性用学生服の上着とスカートを折衷しているのは、かつて襲名を望み、男性化のため胸を削るも元信公の政策転換により襲名を失敗している。つまり、貧乳。
母を公主隠しで失っており、二境紋の謎を追っている。
ツキノワ/「月 輪」
オオアリクイの走狗。極めて幼いため、まだ「まー」としかしゃべれない。
浅間から送られた攻撃術式群で正純を護衛することもある。

トゥーサン・ネシンバラ/「未熟者」
声 - 田村睦心
書記・軍師。眼鏡の小柄な少年。
一見ドライだが歴史オタクで中二病。悲観主義で解説好きだが、話が長い。
三征西班牙は第十三無津乞令教導院の出身で、シェイクスピアの幼馴染み。
トゥーサンは当時の名「No.13」を、ネシンバラは「榊原」の名前をもじったもの。
情報統制と自軍の指揮を担当し、また自身も神奏術「幾重言葉」で戦闘可能。
英国前襲撃でシェイクスピアに敗北するが、第二次英国相対戦にて“拒絶の強欲”奪還で挽回、シェイクスピアとも和解する。
ミチザネ
文官風の走狗。業務や術式を補佐する。

シロジロ・ベルトーニ/“冷面（レーメン）”/「守銭奴」
声 - 子安武人
会計・商工会幹部。仏頂面な金髪の少年。ハイディからのあだ名は「シロ君」。
この上ない守銭奴。金のためなら裏切りや独断専行も辞さない。だが実力は他の教導院の副長クラスで武蔵でも実力派の一人。
武蔵の運用に巨大な商業価値を見出しており、トーリに協力する。
ハイディは公私のパートナーで、同棲している。没落した豪商の息子。
土下座の達人で経済系の交渉担当。金銭で他者の力を借りる術式を使い、身体強化や硬貨の指弾を放つ。
武蔵運行の重鎮だが、金を独占すべく幾度も造反、直後に戻ってきたりする。
ハイディ・オーゲザヴァラー/「〇べ屋」
声 - 名塚佳織
会計補佐。長い金髪の少女。トーリからのあだ名は「オゲちゃん」。
にこやかで快活だが、シロジロ並みの守銭奴。彼にベタ惚れしている。
没落した豪商の娘で、先代まるべ屋店主にシロジロとともに救われた。
戦時はエリマキとともにシロジロの術式を補佐する。
交渉時はシロジロの補佐で同席、やはりシロジロについて造反をくり返す。
エリマキ
白い狐の走狗。シロジロとハイディで共有している。
普段はハイディといるが、戦時はシロジロの補佐として同伴する。

#### 総長連合
本多・二代（ほんだ・ふたよ）/「蜻蛉切」
声 - 小林ゆう
副長。身も心も育ちがいいポニーテールの少女。天然だが我侭なうっかり者で、基本的に脳筋。本多・忠勝の娘で鹿角の弟子。現東国無双。
正純の三河時代の同級生。一人称は「拙者」、語尾は「御座る」。
近接武術師で、神格武装「蜻蛉切」を持ち、また神奏術「翔翼」で独学の八艘飛びを起こす。速度と蜻蛉切にての割断で一騎当千を誇る。
武蔵相対戦で喜美に敗北し、武蔵アリアダスト教導院に学生として編入。三河争乱では立花・宗茂と戦い、悪戦苦闘を強いられるも勝利し“悲嘆の怠惰”を奪還する。英国以降は武蔵の最大の攻撃として活躍する。
忠勝亡き後は、二代目忠勝襲名という夢を持つ。
点蔵・クロスユナイト（てんぞう・クロスユナイト）/「十ZO」
声 - 小野大輔
第一特務（諜報）。忍者装束の少年。
親切で気さくだが、梅組内ではパシリ扱い。一人称は「自分」、語尾は「御座る」。
際立った特徴は無いが基礎能力が高く、様々な技術と知識を持つ極めて有能な万能型。
好みの女性は金髪巨乳を信条にしており、トーリやウルキアガたちと同じエロゲ好き。英国にて、第二次英国相対戦を経て見事メアリを娶る。
現場のまとめ役として、トーリ奪還任務の長や上越露西亜外交官を担う。
キヨナリ・ウルキアガ/「ウキー」
声 - 黒田崇矢
第二特務（裁判）。航空系半竜の少年。通称「ウッキー」。
豪毅かつマイペースで、悪びれない。好きな敵は異端者。
今は寝具屋を営む元異端審問官の家系で、本人もそれを志望する。
強靭な体と、異端審問官の術式や拷問器具で戦うが、異端者としか戦わない。それ故、旧派を信仰するM.H.R.R.、三征西班牙とは戦うことができない。
自称「姉好き」。その定義は「強い女性」で、“年上”という意味の「姉」も有効。
伊達・成実に一目惚れし、政宗攻略と偽って接近、青竜戦直前に告白し嫁にする。
マルゴット・ナイト/「金マル」
声 - 東山奈央
第三特務（実働）。金髪金翼の墜天の少女。肉食系。
場の空気を保とうとする性格で、常に笑顔で暢気。ただし性欲に忠実。自他を愛称で呼ぶ。
ナルゼの同性の恋人。飛行系の運送業を営む。M.H.R.R.出身。メアリと同じく金髪巨乳属性。
対空防衛の主力。黒魔術を使う遠隔魔術師で、強化機殻「黒嬢」を用いる。
武神や航空艦攻撃の迎撃を為すほか、六護式仏蘭西ではトーリ奪還任務につく。
マルガ・ナルゼ/「● 画」
声 - 新田恵海
第四特務（実働）・漫研部部長（同人誌作家）。黒髪黒翼の匪堕天の少女。肉食系。
皮肉屋でひねくれ者だが、マルゴットを第一に考える。失敗すると思い詰める質。
飛行系運送業を営む。父は元M.H.R.R.対魔術部隊所属で、何らかの咎がある。鈴よりは胸がある。
白魔術の遠隔魔術師で、マルゴットと同じく対空防衛の要。強化機殻「白嬢」を使う。
英国にて連敗に思い詰めるが、喜美に激励されて再起、新装備をもって戦線復帰する。
P.A.odaの光秀と「明智・光秀」の二重襲名について交渉し、無事に「明智・光秀」の襲名権を得る。
ネイト・ミトツダイラ/“銀狼（アルジョント・ルウ）”/「銀 狼」
声 - 井上麻里奈
第五特務（実働）・武蔵騎士代表。豊富な銀髪の少女。あだ名は「ミト」。
騎士道に忠実だがアドリブと柑橘類に弱い。トーリを「王」と慕う。母に似ず貧乳。
水戸松平の襲名者。六護式仏蘭西出身の半人狼。母である人狼女王には帰郷を禁じられている。
獣変調できないが強靭な体を持ち、力を伝播する術式で神格武装「銀鎖」を操る。
戦闘力に伸び悩むがルドルフや人狼女王との連戦で成長しスランプを脱出、武蔵一の戦力に数えられる。
ケルベロス
三つの首を持つ走狗風の狼。軽微な妖物で、土地神の使いにあたる。
本編の1年前に発生し、ネイトの預かりとなった。

直政（なおまさ）/「煙草女」
声 - 真堂圭
第六特務（実働）・機関部会代表。右腕が義腕の少女。あだ名は「マサ」。
はすっぱな口調の姉御肌で、気怠い言動だが頼りがいがある。罵倒が具体的。
煙管をくわえるが、中身はメンソール系。戦地である関東南部出身。長身で梅組第3位の巨乳。
四聖「地摺朱雀」を操る武神戦力。また武蔵の運行や機構に精通し、意見ができる。
連戦の中で地摺朱雀の変化に気付く。基本的に裏方で訓練相手や内輪のまとめ役が主。
直政の走狗
地摺朱雀の操作を行う走狗。直政曰く「特殊」。単体での登場は無い。

立花・宗茂（たちばな・むねしげ）/「立花夫」
声 - 杉田智和
臨時副長補佐。金の短髪の青年で誾の夫。
紳士的で爽やかだが、天然で無抵抗主義。純粋な熱血漢で向上心が強い。元“悲嘆”の八大竜王。 立花・道雪の後を継ぐ、現西国無双。
大罪武装「悲嘆の怠惰」を持ち「神速」ガルシア・デ・セヴァリョスと二重襲名だったが、三河争乱の敗北で解除され、同時にアルカラ・デ・エナレス第一特務の地位を失した。
三河争乱時、元東国無双の本多・忠勝と東西無双の戦いをし、一時は戦闘不能になるものの回復した。しかし、本多・二代と戦い敗北した。
創作術式「駆爪」と準神格武装「瓶貫」による高速白兵戦を開発しつつある。
アルマダ海戦後、誾を追って武蔵アリアダスト教導院に編入し、副長補佐として二代と共に武蔵最大の攻撃を誇る。
メアリ・スチュアート／傷有り（スカード）/“重双血塗れ（ダブルブラッディ）”/「傷有り」
声 - 堀江由衣
第一特務補佐・英国王女。体前面に無数の古傷を持つ金髪巨乳の少女。点蔵の恋人。
純粋無垢でおしとやかだが天然で、無自覚に火種をばらまく。主な被害者は点蔵。
メアリ・チューダーとメアリ・スチュワートの二重襲名者。4巻下での本多二代の見立てではなんと葵喜美より胸がデカいらしい。
優れた精霊術師にして戦士300人を斬り伏せる実力者。「王賜剣一型」を持つ。
エリザベスの双子の姉で、そのイメージを守るため公の場には出ないようにされていた。
故に正確な歴史再現として、旧派奏者300人の処刑を実行させられた。体の傷はその時のもの。
英国強化の犠牲となる諦めを得るが、点蔵に救われ、次期英国王を産むという歴史再現を条件に武蔵へ亡命し幸いを得る。

#### 一般生徒
葵・喜美（あおい・きみ）/「賢姉様」
声 - 斎藤千和
トーリの姉。長髪に帯を巻いた露出過多の少女。図書室バイト司書。
プライドが高く独自の理念を持つ、アグレッシブな気分屋。怪談話が苦手。基本的に狂人。
自分を「賢姉」、トーリを「愚弟」と呼ぶ。長身で梅組第二位の巨乳。幼少以来、泣かない。
大椿系の上位契約者で「高嶺舞」などの演舞系術式を使う。実は何でもできる極めて有能な人材。
叱ったりビンタしたり投げ飛ばしたりして活を入れる、トーリとは異なる「不可能の担い手」。
ウズィ
踊子風の走狗。のんびり屋でおっとりとした性格。

浅間・智（あさま・とも）/「あさま」
声 - 小清水亜美
武蔵神道代表第二位・茶道部部長・風紀委員。義眼のためオッドアイの長身な少女。
基本的に母性的で世話焼きだが、保守的で臆病な面も。特にトーリに対しては自分の感情や関係を明確にする事を恐れ、感情に蓋をしている。
葵姉弟とホライゾンの幼馴染み。酒好きで射撃好きで諸事情によりエロゲソムリエ。梅組最大の巨乳だがノーブラ。
通信統括や除霊、流体の整調化、対艦級の射撃など、多彩過ぎる高度技能を持つ武蔵の主砲。曰く「ズドン巫女」「射殺巫女」。
迎撃や対術式担当として度々参戦、奥州では神道にまつわる禁忌に触れることとなる。
ハナミ
巫女風の走狗。気の回る性格で、最近は浅間のヨゴレメーターの隠蔽に必死。

向井・鈴（むかい・すず）/「ベ ル」
声 - 悠木碧
武蔵艦長代理・生活委員。目元を髪で隠す盲目の少女で武蔵の前髪枠。トーリからのあだ名は「ベルさん」。
辿々しい口調で気弱だが、純粋で良心的な性格で、狂人の多い梅組のストッパー。でも時々アクセル。トーリとホライゾンを慕っている。
家業は銭湯。吊柵型補聴器「音鳴りさん」を使う。アデーレに次ぐ貧乳だが成長途上。
優れた聴覚を持ち、武蔵との連動で周囲約30km、単独でも生物を生理現象レベルで知覚する。
外交官として派遣されることが多く、優れた察知能力と純朴な性格で様々な情報を得る。
アデーレ・バルフェット/「貧従士」
声 - 大橋歩夕
従士・代表委員。ぶかぶかの制服を着た眼鏡の少女。
常に敬語で礼儀正しいが、暴走が多い。バストサイズは梅組最下位。
毎朝武蔵を3周しており、点蔵並みに足が速い。犬好き。義康といることが多い。
六護式仏蘭西のヨシナオ領に住んでいた亡父から受け継いだ機動殻「奔獣」を使う。
要人警護や外交官で外国に出ることが多い。戦略にも通じるため、臨時で軍師を務めることも。
ノリキ/「労働者」
声 - 平川大輔
蓬髪の痩せぎすな少年。
無口で無愛想だが、友人付き合いは守る質。たくさんの弟妹をバイトで養う苦学生。
相模の重臣の子。氏直の許嫁で督姫襲名を望まれたが、男ゆえに政争に敗れ、追放された。
近接格闘師だが打撃力が弱く、創作術式「弥生月」「睦月」「如月」で補う。
一般生徒だが、限定条件下では特務並みの力を持ち、相対戦に出ることが多い。
小田原攻めではかつての許嫁である北条・氏直と相対し、嫁にする。
立花・誾（たちばな・ぎん）/「立花嫁」
声 - 寿美菜子
宗茂の妻。両腕が義腕の少女。
完璧主義だが世間知らずで誤解が多く、自他ともに認める「面倒な女」。宗茂を熱愛する。
かつては宗茂を嫌ったが、両腕を断たれたことで視野を広げられ、考えを改める。
トランジスターグラマー。二代とは喧嘩友達のような間柄で、マイペースな彼女によく怒る。
武術に通じ、様々な武装で身をかためる。後に宗茂に合わせ神奏術駆詞を得る。
三征西班牙、アルカラ・デ・エナレス第三特務だったが、常に宗茂とともにあるために自身も襲名解除を申請する。
解除は保留となり留学生扱いとなったが、後に武蔵へ正式編入する。編入後は宗茂の嫁として武蔵に馴染んでいく。
伊達・成実（だて・しげざね／なるみ）/「不退転」
伊達教導院副長。四肢が義体の長髪な少女。ウルキアガの嫁。伊達成実は襲名上は男ではあるが、襲名者は女のためか名前の読み替えで周囲からはなるみと呼ばれる。
余裕ある年長者然とした振舞いだが、駆引きが苦手で、言葉に呑まれやすい質。
過去の失敗で四肢を失い、政宗の力を損なった。以来、伊達と正宗を支えることを自らに課す。
機動殻「不転百足」を使う全方位機殻師。義肢の換装による独特の戦術を用いる。威力の受流しが特技。
ウルキアガと共闘して青竜を鎮め、出奔の歴史再現として武蔵へと行く。伊達が関わる歴史再現では伊達の者として動く。
東（あずま）/「あずま」
声 - 森永理科
元皇族。黒い長髪の小柄な少年。
やや気弱で世間知らずだが、穏健で真面目。一人称は「余」。
トーリ達が中等部の頃の転入生。本編直前に還俗、「東宮」から改名した。
還俗時に半神の力を封じたが、帝の子として極東社会に未だ強い影響力があるが、本人の自覚は薄い。
幽霊祓いで幽霊の少女を連れ帰り、以来ミリアムと3人で同居している。
ミリアム・ポークウ
声 - 又吉愛
車椅子に乗った少女。東のルームメイト。
冷静かつ理知的で、歯に衣を着せない言動が目立つ。が、（東曰く）基本的に優しい。
在宅就学をしているため、交流の幅は狭い。本編でも幽霊の少女と留守番することが多い。
東や幽霊の少女と同居する新生活を送る中、攻略難度が下がり気味で困っている。
御広敷・銀二（おひろしき・ぎんじ）/「礼賛者」
声 - 白石稔
調理部部長。豊満で大柄な少年。
調理部で「生命礼賛」の信仰者。一人称は「小生」。
家は飲食店系の富豪で、武蔵の食料事情に詳しい。調理にも長けている。
料理や生産関係の情報提供など、正純の助けになることも多いが、今一報われない。
ペルソナ君（ペルソナくん）/「ばけつ」
バケツ型ヘルムを被った筋骨隆々の巨漢。
無口だが気は優しくて力持ち。見た目に反してインドア派でゲーマー。
輝元曰く、毛利・元清と（隠れて見えない）顔以外は瓜二つらしいが正体不明。戦時は奔獣などの運搬担当。
ハッサン・フルブシ/「83」
声 - 小野大輔
カルピスマーク系インド人。カレー崇拝者。語尾は「〜ですネー」。
常備するカレーは霊を強制的に成仏させる。地味に役職者の撃退率が高い。
伊藤・健児（いとう・けんじ）/「いんび」
声 - 宮下栄治
全裸・ハゲ・マッスルで快活なインキュバス。通称「イトケン」。
実はガス状生物で、種族で一芸入学できるほどの希少異族。ネンジとは仲良し。
ネンジ/「粘着王」
声 - 平川大輔
HP3ぐらいの赤いスライム。
飛び散っても再生し、ある程度は変形できる。イトケン同様、希少種族で一芸入学した。

### 後輩
里見・義康（さとみ・よしやす）/「義」
里見教導院生徒会長。小柄な長寿族の少女。2年。あだ名は「ヨッシー」。
実直で生真面目だが、やや短気で思い詰める所があり、いじられ気質。
先代義頼の妹。姉を殺しつつもその事情を話さない義頼に頑な態度を取る。幼児体型。
重武神「義」を操る武神乗り。三方ヶ原の戦いにて「八房」と「村雨丸」を受け継ぐ。
最上へ外交官として出向、三国会議で最上・義康の襲名を提案し、最上・義光の協力をとりつける。
大久保・忠隣／長安（おおくぼ・ただちか／ながやす）/「長安定」
代表委員長。眼鏡をかけた小柄な少女。2年。
穏健な理論派で数少ない常識人だが、口調はインチキ臭い関西弁。
元信の元同僚の娘で、極東では珍しい二重襲名者。自動人形の加納を連れる。並乳代表。
正純に続く弁論の技を持ち、政治的辣腕も然ることながら、剣術にも覚えがある。
戦火で左腕が義肢となり、戦争を繰り返す"武蔵"の方針にクーデターを試みるも正純に敗れ失脚する。先輩の無茶ぶりに振り回される毎日。
加納（かのう）/「CAN」
風紀委員長・大久保付き侍女。褐色の肌をした自動人形の少女。2年。
ドライで冷静、大久保を重んじるが諫言も辞さない。彼女を「御嬢様」と呼ぶ。
三河にいた頃から大久保に仕え、武蔵へ渡った今も随伴している。
正確に相手を捕捉できる、特注の義腕を重力制御で射出して攻撃する。
クーデターを起こした大久保を補佐、失脚後も追随して機関部で働くことを選ぶ。
柳生・宗矩（やぎゅう・むねのり）
大久保と加納の部下。暫定襲名者。小柄な愛らしい風貌の少年。1年。
軽快で若々しい言動だが、実直で忠義に厚い。掛け声は「ハンターチャンス！」。
柳生に恥じぬ隠密技能と武芸の持主で、神格武装「金槌」を用いる。
大久保の命令で密かに武蔵主力を警護、襲撃された二代を安全圏まで運んでいた。。
三科・大（みしな・ひろ）/「347」
声 - 豊口めぐみ
IZUMOからの転校生。ボロボロの白衣を着たポニーテールの小柄な少女。
気楽な口調ののんびり屋だが、探究心の強い技術者気質。
泰造の孫。直政の清武田時代の後輩。清武田所属でIZUMOへは留学していた。
武蔵転校後は機関部に勤め、地摺朱雀や義を整備する他、武蔵改修の指揮も行う。
長岡・忠興（ながおか・ただおき）/「岡──」
中等部2年。元M.H.R.Rの七将の少年。稲富・祐直との二重襲名者。複数の銃を鎖で繋いだ銃鎖刀「三十六歌仙」を用いる狙撃手。
襲名上の妻であるクリスティーナに一目惚れし、彼女を死の運命から救うために武蔵に亡命する。
武蔵への来訪が極秘であったために名前を呼ぶことができず、武蔵勢から「長太」というあだ名をつけられる。

### 先輩
鳥居・元忠（とりい・もとただ）
47期総長兼生徒会長。やや小柄な少女。
陽気で喜楽な性格だが破天荒で、笑いながら人を高所から突き落としたりする。
大椿系の上位巫女で、浅間神社を介さず大椿本拠と直接契約している。芸人系。胸は湯船で浮く側。
大須賀・康高（おおすが・やすたか）
47期副長。体格のいい少年。あだ名は「スガ」。
のんびり系で冷静な性格。そのぶん面倒事を押し付けられることが多い。鳥居いわく「乙女脳」。
鳥居のバンド「鏡」では恋歌の作詞を担当、だがそこに「恥は無い」と即答できる“本物”。
大久保・忠世（おおくぼ・ただよ）
47期副会長・武蔵騎士第5位。黒髪の少女。鳥居からのあだ名は「タダヨン」。
落ち着き払った性格だが、体育会系で意見は明朗快活。
総長連合ではネイトより上位だが、騎士では下位。アデーレら従士隊を指導していた。
渡辺・守綱（わたなべ・もりつな）
47期第一特務。鉄槍を携えた金髪の少女。あだ名は「ナベ」。
礼儀正しく大人しい性格で、苦労性らしい。調理器具専門店“なべ式”の娘。

### 教員
オリオトライ・真喜子（オリオトライ・まきこ）
声 - 白石涼子
梅組の担任。ジャージを着た女性。
短気で我侭だが、教師として生徒間でない限り必ず生徒に味方すると公言する。
肉食系の大酒飲み。授業では必罰主義で、名物は「御高説」。バストは大きめ。
長剣を片手で振り回すド級の武闘派。学生ではない為、訓練や審判役に徹する。経歴不詳。
酒井・忠次（さかい・ただつぐ）/「左遷男」
声 - 楠大典
学長。煙管をくわえた初老の男。
適当で飄々としているが、洞察力があり、昼行灯とは言い切れない。
元は大総長（グランヘッド）と称された松平四天王の長だが、左遷され現職につく。
腰の短刀を用い、かつての実力を垣間見せることもあるが、忠勝によると衰えている。
ホライゾンの入学や宗茂に瓶貫を与えるなど、折々に学生達に助力する。
三要・光紀（さんよう・みつき）/「三 要」
声 - 清水愛
梅組の隣のクラスの担任。
本編の2年前に赴任しており、真喜子とは先輩後輩の付き合いがある。
婚活がうまくいかないらしく、結婚という言葉で動揺する。
ヨシナオ/「武蔵王」
声 - 真殿光昭
教頭・武蔵王。痩せたトランプのキングのような風貌の初老。
高圧的だが使命感が強く、弱者の味方であろうとする性格。一人称は「麻呂」。
元は六護式仏蘭西の地方領主。東を「東宮の君」と敬う。農業に詳しい。妻帯者。

### その他
“武蔵”（むさし）/「武 蔵」
声 - 中原麻衣
武蔵総艦長。黒い長髪をヘッドドレスで結わえた艦長型自動人形。
ドライでセメント系な性格で、辛辣な物言いが特徴。
総括的な武蔵の統制を行うほか、酒井の世話をしていることが多い。改修後は0歳を主張する。
戦時は武蔵の防衛が主だが、改修後は主砲「兼定」の設定・準備も担当する。
“浅草”（あさくさ）/「浅 草」
浅草艦長。特徴は左側のみ下げた前髪。対の“品川”と同型のボディ。
瓶貫の貸与を賭けて宗茂と模擬戦を行った。
前回の大改修の際に武蔵に加わったため、比較的若い。
“品川”（しながわ）
品川艦長。特徴は右側のみ下げた前髪。対の“浅草”と同型のボディ。
“浅草”が宗茂と模擬戦を行った際、同型機として“浅草”の補佐を勤めた。
前回の大改修の際に武蔵に加わったため、比較的若い。
“村山”（むらやま）
村山艦長。特徴はウェーブの茶髪と、左側のみ晒した額。対の“多摩”と同型のボディ。
“武蔵野”（むさしの）/「武蔵野」
武蔵野艦長。特徴は茶色の不揃いな短髪。
指揮艦の艦長なので、軍師のネシンバラや艦長代理の鈴の世話役になることが多い。
“多摩”（たま）
多摩艦長。特徴はウェーブの黒髪と、右側のみ晒した額。対の“村山”と同型のボディ。
“青梅”（おうめ）
青梅艦長。特徴は胸元まで伸ばしたウェーブの黒髪。対の“高尾”とは同型のボディ。
“奥多摩”（おくたま）
奥多摩艦長。特徴は黒いボブヘア、あだ名は「タマ子」。前後の対となる“武蔵野”とは同型のボディ。
酒井の世話をすることが多く、よく無計画に溜めた黒盤を代わりに見る係にされる。
“高尾”（たかお）
高尾艦長。特徴は胸元まで伸ばしたウェーブの茶髪。対の“青梅”とは同型のボディ。

葵・善鬼（あおい・よしき）/女店主（おんなてんしゅ）
声 - 山田みほ
青雷亭店主。葵姉弟の母。頭巾に前掛けをした中年の女性。
のんびりとした口調で快活だが、冗談が通じないセメントなところがある。
元侍で元襲名者。かつてホライゾンの母の護衛で極東を一周、その功績で葵姓を得た。
戦闘における優れた眼力と知識を持ち、実技も長けるが、本人によると教練は苦手。
腑抜けた二代に師事を乞われるが拒否、代わりに喜美と模擬戦をさせて再起を促した。
幽霊の少女（ゆうれいのしょうじょ）
声 - 清水愛
幼い少女の幽霊。東いわく名前の発音は「???」。
幽霊祓いの折に現れ、東とミリアムに懐き同居する。東を「ぱぱ」、ミリアムを「まま」と呼ぶ。
本多・正信（ほんだ・まさのぶ）/「ノブ誕」
声 - 高田裕司
暫定議会議員。非襲名者。白髪の混じった髪を撫付けた初老の男。
娘の正純を愛するが、表現が歪んでいる。実は隠れオタクで愛称は「ノブたん」。
小西（こにし）/「コニ誕」
声 - こぶしのぶゆき
正信と取引する商人。関西弁の小太りな男。
正信同様、正純を愛する隠れオタクで、愛称は「コニたん」。
泰造（たいぞう）/「メカ夫」
機関部の重鎮。やや猫背の痩せぎすな老人。
口は悪いが職人気質で、芯の通った意思と人生観の持主。
孫の大を可愛がるが、義子の翔一の扱いは適当で喧嘩してばかりいる。
“山椿”（ヴィルトカメリー）
声 - 高橋美佳子
飛行系の運送屋。眼鏡をかけた女性。
気の強い姉御肌で、ナルゼとは軽口を交わす仲。
元M.H.R.R.所属で対上越露西亜派遣魔女旅団の副団長。先代“見下し魔山”のテスター。
ナルゼとマルゴットの先輩として、たびたび激励や情報を渡してくる。
“提督”（アルミランテ）
声 - こぶしのぶゆき
飛行系の運送屋。禿頭にサングラスの厳つい初老。
豪快で男気のある性格。三河争乱では負けかけたマルゴットを激励し再起させた。
元三征西班牙武神隊エース。マルゴットらの台頭以前は最強の飛行技能の持主だった。

## 三河
新名古屋城暴発により事実上の壊滅状態にある。
松平・元信（まつだいら・もとのぶ）/“傀儡男（イエスマン）”
声 - 速水奨
君主。元学長・永世生徒会長。眼鏡をかけた白衣の60から70歳くらいの男。
物知り顔で飄々とした捕らえ所のない性格。会話を授業に見立てて話す。
ホライゾンの実父。かつて人払いを行い、ホライゾンを犠牲に大罪武装を造った。
戦闘力は皆無。最終的な極東の統治者という歴史再現の権力で策謀を巡らせる。
創世計画の一端として三河消滅を図り、地脈炉の爆発により消滅。
本多・忠勝（ほんだ・ただかつ）
声 - 楠見尚己
元信の側近。猛々しい風貌の60から70歳くらいの男。元東国無双。
豪快で子供っぽいが、主君に忠を尽くす義の人で、確固とした信念の持主。
鹿角の主。二代の実父。学生時代は副長を勤めた松平四天王で、今は特殊予備役副長。
神格武装「蜻蛉切」を持つ武闘派で、「戦において負傷無し」の歴史再現を守る豪傑。
鹿角や三河自動人形を率いて三河消滅を遂行、亡き妻を走馬灯に見つつ消滅。
鹿角（かづの）
声 - 新谷良子
本多家付自動人形・三河自動人形頭。角型感覚器を生やす侍女。
ドライで毒舌。自分以外が忠勝を悪く言うのを許さない鬼ルールを施行する。
二代の基本的な師匠で母代わり。忠勝の妻の遺品を核とし、風貌を似せている。
規格を逸した出力を持ち、重力制御を駆使して武神とも対等に渡り合う武闘派。
忠勝と三河消滅を遂行、新名古屋城を狙う“悲嘆の怠惰”の砲撃を止めるため大破。
榊原・康政（さかきばら・やすまさ）/“檄文”
声 - 宮下栄治
元信の側近。眼鏡をかけた糸目の初老。
元・松平四天王で書記。忠勝や酒井に比べ温和なため苦労人。公主隠しで蒸発。
井伊・直政（いい・なおまさ）
元・松平四天王で副生徒会長。酒井の帰郷以前に公主隠しで蒸発。
本多・二代
三河警護隊総隊長。上記を参照。
松平・信康（まつだいら・のぶやす）
元信の弟。かつて自害し、酒井が左遷される原因となった。
元信から真田の遺跡を預かり、別で末世や公主に関係していたらしい。
実は公主隠しで蒸発していた。その際、酒井に真田の遺跡を破壊させる“遺言”を残した。

## IZUMO
ミツ
葵姉弟の祖母。流体研究の顧問。
元高等部教員で、ホライゾンの母やオリオトライを教育した。
出雲・邑（いずも・ゆう）
IZUMO全座長。初対面相手にも旧友のように接する老人。
三科・翔一（みしな・しょういち）
有明責任者。大の父で泰造の義理の息子。
礼儀正しく穏健だが、いまいち報われない人。
“有明”（ありあけ）
有明艦長。薄茶の長髪に目をやや伏せた細面の艦長型自動人形。

## 三征西班牙
フェリペ・セグンド
声 - 白鳥哲
総長兼生徒会長。大内・義長の二重襲名者。眼鏡のくたびれた中年。
自分を「失う人」と称し、無気力で気弱に振る舞うが、本質はお人好しで義に厚い。
「レパントの海戦の英雄」。だがそれは解釈上のもので、仲間や妻子を喪った後悔を抱く。
その戦場で助けた長寿族の娘を「唯一の戦果」として大事にし、文通している。
有能な全方位軍師で、優れた戦術眼と解析力を持つが、それを表に出したがらない。
実質的勝利のため、かつての仲間達と決死でアルマダの海戦で挑むが、フアナに救われ和解する。
フアナ
声 - 田中理恵
副会長兼会計。“嫌気”の八大竜王。怜悧で肉感的な女性。長寿族（半寿族）。
理知的で冷徹だが、天然で幼い性格。セグンドを「あの人」「おじさん」と呼ぶ。
衰退を支持するセグンドに反し、また叱ることが多いが、なぜかセグンドを支持し続ける。
非戦闘員の全方位経営師だが、大罪武装「嫌気の怠惰」で支援に出ることもある。
実はセグンドが救った少女で、疑心でついた嘘を引け目に思い、素性を隠し助けようとしていた。
ディエゴ・ベラスケス
声 - 三宅健太
書記であり画家。黒髭に糸目な山岳系長寿族の中年。
マイペースだが事情通で世話焼き。セグンドやフアナの過去を知っており、慮る。
セグンドの元部下でレパントの海戦の経験者。エロゲのグラフィッカーでも知られる。
風景画への描き込みを現実化する術式と聖譜顕装「身堅き節制・新代」を操る。
アルマダの海戦前後は、夫の復権で躍起になる誾や、終わりを自らに課すセグンドやフアナを支える。
弘中・隆包（ひろなか・たかかね）/「野球男」
声 - 安元洋貴
副長。野球部部長で小柄で無骨な男の幽霊。房栄の夫。房栄からのあだ名は「タカさん」。
外見相応に無骨な性格で口下手。仲間を支える盤石さを自らの副長の在り方とする。
アロンソ・ペレス・デ・グスマンとの二重襲名者。レパントの海戦で房栄と刺し違えた。
聖譜顕装「身堅き節制・旧代」を持つ。バントと見切りの達人で、いかなる攻撃も正確に打ち返す。
房栄らと二度武蔵を襲撃。アルマダの海戦ではシロジロと相対し、シロジロの迎撃に任務を為損じる。
江良・房栄（えら・ふさえ）/「陸上女」
声 - 浅野真澄
第二特務。陸上部部長・航空隊指揮官。長身な長寿族の女の幽霊。隆包の妻。
包容力があるが、賢しく悪戯好き。意外と寂しがりで羞恥に弱い。語尾は「〜、と」。
アルバロ・デ・バサーンとの二重襲名者。襲名の期限切れを間近にしている。
三征西班牙の軍略・指揮担当で、自らも四聖「道往き白虎」を操る戦闘員。
アルマダの海戦前後で武蔵の武神戦力である直政と相対、地摺朱雀の素性を明らかにする。
ペデロ・バルデス/「妹の兄」
声 - 川原慶久
第四特務・野球部部員。金髪を流した青年。フローレスの兄。
尊大だが熱血漢で妹思い。通称「バルデス兄」。フローレスといることが多い。
妹と合同の聖術で「炎の消える魔球」を放つ。
“導き焔”（エル・フエゴ）
合同聖術を放つ際に呼び出す走徒。兄妹で共有している。

アルマダの海戦では、妹のフローレスと共にノリキと戦った。
“聖エルモの火”に基づくもので、迎受中は体の節々に青白い火が灯る。
フローレス・バルデス/「えるも」
声 - 三瓶由布子
第五特務・野球部員。ショートカットにした金髪の少女。ペデロの妹。
奔放だがペデロによれば弱気で責任感が強い。兄共々「四死球」の通称で知られる。
兄と合同の聖術では、最終的に飛ぶ方の球を投げる。
アルマダの海戦では、兄と共にノリキと戦った。
立花・宗茂
立花・誾
元第一特務と第三特務。前者は総長連合、後者は3年梅組を参照。
ラス・カサス
新大陸現地会計。かつて新大陸に出向した立花夫妻の世話をした。
カルロス一世（カルロスいっせい）
先代総長・M.H.R.R.先代皇帝総長。カール五世との二重襲名者。
西班牙弁がしゃべれなかったため、ほとんどをM.H.R.R.で過ごした。
密かに英国と協力し、末世を研究していた。

## K.P.A.Italia
インノケンティウス/「教 皇」
声 - 中田譲治
教皇総長・旧派首長。“淫蕩”の八大竜王。大柄で逞しい中年の男。
厳格で威厳ある風だが、素は短気な若者気質。ツンデレ。敬語が下手。
かつて酒井に敗れた因縁がある。ホライゾンを自害させ「焦がれの全域」獲得を狙った。
大罪武装「淫蕩の御身」に加え、優れた身体能力と術式技能を持つ。
厳島の戦いで羽柴の正体不明な大規模破壊を受け敗北、消息不明となる。
オリンピア/「教皇妹」
暫定教皇総長。インノケンティウスの義妹。赤い服をきた老女。
夢見がちだが明るく若々しい。マティアス曰く「自分以上の傀儡の素養の持主」。
異族「逆齢の民」で、インノケンティウスの義姉ともいえる。
夢を現実化する能力を持つ。現れたものが斬撃などを受けると、影響を及ぶ。
残された国の民を守るため、M.H.R.R.の傀儡となるが、マティアスらとは友好的。
ガリレオ/「教授」
声 - 小山剛志
元副長、現第二特務。元パドヴァ教導院学長の魔神族の老人。
冷静だが探究心の強い学者肌。インノケンティウスの元担任。
末世対策で学生に戻り、K.P.S.Aの副長を就任。三河争乱までは副長だったが、道雪を招聘した後は第二特務となる。
異端の術式「天動説」「地動説」を操る。厳島の戦いにて消息を絶つ。
立花・道雪（たちばな・どうせつ）/「雷切」
副長。立花・誾の実父。元西国無双。
口数が少ない武人気質な性格。語尾は「〜かと」。
半身不随の後に西国無双となった傑物で、「四脚の重武神」を操る。
村上・元吉（むらかみ・もとよし）
第一特務・村上水軍の長。眼鏡をかけた中年の男。六護式仏蘭西からの傭兵。
普段は冷静だが場の空気に酔いやすいところがある。厳島の戦いでP.A.Odaを迎撃するが敗北。

## 英国
女王の盾符（トランプ）
総長連合・生徒会に相当する組織。該当者は14人。トランプに準えるが、13に王賜剣二型をあて、11を省いて10を二度数え、5を三人一組とする。特務が無いが、多くはそれに匹敵する能力を持つ。

### “女王の盾符”
エリザベス/「女王」
声 - 田村ゆかり
“女王の盾符”12・総長・生徒会長・妖精女王。豪奢な衣装の少女。全方位精霊術師。
常に自信満々で唯我独尊だが、天然で無自覚に無茶振りする。ややシスコン。
人と妖精のハーフ。メアリの双子の妹。金髪巨乳だがメアリより若干小さい。
姉を超える精霊術師で、術式剣「王賜剣二型」を持つ対空防衛の担い手。
メアリを奪われたものの、武蔵とは友好関係を維持する。ただし点蔵は嫌い。
ウイリアム・セシル/「せしる」
声 - 桑谷夏子
“女王の盾符”両10・副会長。卵の様に太った女。
のんびり屋でマイペース。賢さに代わる純朴さの持主で、先入観や気後れが無い。
英国一のフードファイター。襲名希望者ではなかったため、執務能力は無い。
聖術「“分け与え”の術式」を使う。また純朴な判断力は仲間内でも頼られている。
戦闘時は主にダッドリーと組む。メアリ奪還戦では、喜美と戦う。学園祭では二代とフードファイトを繰り広げた様子。
ロバート・ダッドリー/「副 長」
声 - 山田みほ
“女王の盾符”両10・副長。足に囚人用の重しをつけた痩身の女。
せっかちで言葉の頭がどもる癖がある。望まぬ襲名による投獄を救ったエリザベスを敬愛する。
スキャンダルの歴史再現を避けるため、投獄中の生活を続けている。高血圧。
英国前襲撃・メアリ奪還戦では、ナルゼと相対した。
指揮系で戦闘力は低いが、聖譜顕装「巨きなる正義・旧代」と聖術「“打ち払い”の術式」を使う。
ベン・ジョンソン/「薬詩人」
声 - 小野坂昌也
“女王の盾符”9・書記・文芸部部長。アスリートの黒人男性。
鷹揚で理性的だが、ドーピング好きでポエマー（正しくは「ポエット(poet)」）。二人称に英語を使う。
“女王の盾符”発案者で、サブリーダー。シェイクスピアをスカウトした。
靴裏の活版式詠唱器で精霊術を操る他、薬物で一時的に身体能力を強化する。
英国前襲撃で武蔵と相対し主にノリキと戦い、以降はオブザーバーなどの裏方に徹している。
ニコラス・ベーコン/「印鑑子」
声 - 三瓶由布子
“女王の盾符”8・書記補佐・国璽尚書。金髪の歳若い少年。
非常に快活で、野方図に陽気な性格。
神格武装「英国認印」の使い手にして、その守護を担う人工の精霊であり、体に性別がない。
第一次英国相対戦ではウルキアガと相対した
チャールズ・ハワード (en) /「地味商」
声 - 成田剣
“女王の盾符”7・会計・海戦長。眼鏡をかけた金髪の青年。全英国艦隊の所有者。
常識的だが苦労人で、昂奮すると猛烈な勢いで鼻血を吹く。
莫大な財産と運用に長けた大商人。恐妻家。
戦闘技能は無く、艦隊管理や負傷兵の保証に徹し、指揮はドレイクに一任している。
英国文化祭を巡りシロジロと舌戦を繰り広げ、第一次英国相対戦ではシロジロ・ハイディと相対した。
トマス・シェイクスピア/「眼 鏡」
声 - 斎藤桃子
“女王の盾符”6・ 文芸部副部長。元“強欲”の八大竜王。眼鏡をかけた半寿族の少女。
毒舌で冷淡だがヤンデレ。元二重人格者で、今がどちらの人格なのかは不明。
第十三無津乞令教導院出身者で、ネシンバラの幼馴染み。トマスは当時の名「No.14」のもじり。
聖術「宮内大臣一座」を大罪武装「拒絶の強欲」で用いる。
英国前襲撃・第一次英国相対戦・メアリ奪還戦ではネシンバラと相対した。
英国にてネシンバラと和解、「拒絶の強欲」を譲り渡す。以後、ネシンバラのストーカーと化す。
フランシス・ドレイク
声 - 竹内良太
“女王の盾符”5-1・海戦副長。半狼の男。
やや気怠い口ぶりだが野性的な性格。語尾に主観に依る語句をつける。
妻は再生力と殺人習性の強い異族。自称「聖譜越境部の騎士」の祖父を持つ。
実質的な英国艦隊の指揮官。聖譜顕装「巨きなる正義・新代」と強靭で再生力の高い肉体で戦う。
祖父の過去を巡ってネイトを探る。第一次英国相対戦ではナルゼと相対した。
ジョン・ホーキンス
声 - 千葉進歩
“女王の盾符”5-2・船舶部主将・水泳班班長。常に海パン・水中ゴーグル・水泳帽の男。
自らをドライと称するクールガイだが、意欲を模索する熱血漢なところもある。
ドレイクの相棒で、襲名上の従兄弟。水中白兵戦のプロ。
第一次英国相対戦ではマルゴットと相対した
トマス・キャベンディッシュ/「琴人魚」
声 - 柚木涼香
“女王の盾符”5-3・船舶部マネージャー。長髪でたれ目の人魚。
礼儀正しく温和だが、ややセコい。自称「“女王の盾符”で最も常識人なので影が薄い存在」。
ドレイクとホーキンスの後輩。ほとんど船艦に常駐しているため、オマリとは茶飲み友達。
前田・利家の術式“加賀百万G”を最後まで言えずに吹き出す程度には常識人。
自身が使えるほぼ全ての術式を艦隊指揮に費やす。相対戦ではホーキンスの支援に回る事も。
第一次英国相対戦では、ホーキンスと共にマルゴットと相対した
グレイス・オマリ/「御 鞠」
声 - 豊口めぐみ
“女王の盾符”4。長髪に蔓をからめた木霊の女性。
歯に衣を着せない質で、遠慮のない毒舌をかます。優しさとは別の意味で母性的。
スコットランドの女海賊で、エリザベスの友人。夫持ちで子だくさん。
植物による治癒系精霊術を使う他、操船技術に長け、仲間の運搬をすることも多い。
英国前襲撃でジョンソンらを武蔵へ運搬、奥州でもウオルターやウオルシンガムを運ぶ。
クリストファー・ハットン/「デス夫」
声 - 大川透
“女王の盾符”3。神父風の衣装に髑髏の首飾りをした動白骨。
常にハイテンションでロックな口調で喋る。語尾は「ーーデス」。
英国教のトップで、死刑判決と術式「踊り成仏」を使う。
第一次英国相対戦・メアリ奪還戦では正純と相対した
F・ウオルシンガム/「番犬」
声 - 桑谷夏子
“女王の盾符”2・風紀委員長。肢体を浮かす関節のない自動人形。
冷静かつ無表情、常に英語でしゃべる。本体の方は割と愛嬌がある感じ。
O.S.本体による広範囲認識と、武装「千本薔薇十字」で戦う。
第一次英国相対戦・メアリ奪還戦ではネイトと相対した
奥州ではウオルターとともに上越露西亜の助力に参戦。
本体O.S.
ウオルシンガムの本体。機体の方の姿をデフォルメしたような姿。
機体の髪の中に隠れている。独立した視界を持つ為、周囲のほとんどを確認できる。

ウオルター・ローリー/“トライデント”/「山｜」
声 - 大川透
“女王の盾符”1・戦時補佐官。目元を髪で隠した極東人の巨漢。英国のエース的存在。
非常に寡黙で全くしゃべらない。恩義より大義を優先する質で、エリザベスに仕える。
尼子十勇士の生き残りで、山中鹿介の元襲名者。かつてメアリに救われた。
携帯する大小無数の重力刀を使いこなす他、高度な忍術の使い手。
第一次英国相対戦では二代と相対し、メアリ奪還戦では点蔵と相対した。

### その他の英国関係者
メアリ／傷有り（スカード）/“重双血塗れ（ダブルブラッディ）”/「傷有り」
第四階層代表・王女。詳細は上記を参照。
ミルトン
声 - 川原慶久
第四階層代表補佐。走狗八咫烏のオス。
基本的に真面目だが気が早く、また言うほど頼りにならない。メアリに仕える。
元横道・兵庫助の襲名者でウオルターの元同僚。恩人であるメアリを密かに慕っていた。
メアリの為に点蔵に助力、思慕を諦め、ウオルターとともに武蔵へ去るのを見送る。
ヘンリー八世
元オクスフォード教導院総長。エリザベスとメアリの実父。
王賜剣を抜けると豪語した。カルロス一世と協力し末世を研究していたが、公主隠しで蒸発。
キャサリン
王妃。襲名上のメアリの母。
「メアリ」の襲名者を産むことを望まれたが、病弱で子を授からぬまま亡くなった。
アン・ブーリン
キャサリンの次の王妃。メアリとエリザベスの実母。
双子を授かったため、力の弱い姉にメアリ、強い妹にエリザベスが襲名された。
だが「歴史再現と違う流れを作った」ため、恭順の意を示すべく、正確な歴史再現として実際に処刑された。

## P.A.Oda
織田・信長（おだ・のぶなが）/P-01m（ピーゼロワンエム）
総長兼生徒会長。歴史再現による暗殺を警戒し姿を見せない。
部下からは「御館様」「大御館様」と呼ばれ、慕われている。
その正体はホライゾン・アリアダストの実体（事故で損壊した体）に自動人形のＯＳを流し込んだもの。黒髪以外はホライゾンと瓜二つとなっている。
創世計画の要であるのだが、無理矢理ホライゾンの実体を動かしている状態なので日に二時間程度しか活動できない。
父 元信の命令で武蔵勢との接触は禁止されていたが、10年前までのホライゾンの記憶から梅組勢のほとんどのことを知っており、嘗ての友人達に会えることを楽しみにしていた。
性格や言動はさすがにホライゾン本人には届かないが、いたずらっぽく、若干小悪魔的に振る舞う。
大罪武装統括OS「焦がれの全域」を保有している。

### 五大頂
柴田・勝家（しばた・かついえ）/“鬼柴田（おにしばた）”/「大先輩」
一番・P.A.O.M.所属A.H.R.R.S.副長。小柄な鬼型長寿族の男。お市の夫。
豪放磊落で体育会系、昔は一匹狼だったらしいが、結婚以来うっとうしくなった。
ティリー将軍の二重襲名者。成政との共同が多い。お市とはお互いに熱愛している。
内向の強い加護で頑強な体を持ち、神格武装「瓶割」と聖譜顕装「意欲の慈愛・新代」を奮う。
マクデブルグや奥州で武蔵勢と相対、たびたび重傷を負うが、聖譜記述の通り圧倒的実力を見せつける。
丹羽・長秀（にわ・ながひで）
二番・P.A.Oda第3特務。髪を結った長身の女性。
朗らかだがスタンスの切替が激しく、戦場や示威の場面では冷徹かつ高慢に振る舞う。
安土城の築城役。秀次と駒姫の世話役。音楽や舞踊に精通している。
精霊を力を借りる近接依代士。主に走狗を用いるが、植物の精霊を宿し肉体再生も可能。
秀次と駒姫の公表がてら、武蔵と奥州列強の牽制に現れ、相対。ネルトリンゲンの戦いでは三千人のバックダンサーを連れ、武蔵勢と対決する。
雷獣（らいじゅう）
雷の大精霊。丹羽に宿り、広域への落雷や打撃の光速化などの恩恵を与える預術「蒼雷囲い」「二枚目」を使う。

明智・光秀（あけち・みつひで）
三番・P.A.Oda副会長兼代表委員長。ターバンを巻いた長身痩躯の男性。帝のいる京を管轄する。
有明で行われた同人誌即売会に参加した際に、正純達と「明智・光秀の襲名権」についての交渉を行う。
その後、内裏で帝の公開謁見にて帝の正体を暴露。武蔵に襲名権を譲渡した直後に公主隠しによって消えた。
前田・利家（まえだ・としいえ）/「お前田」
声 - 豊永利行
四番の片割・P.A.O.M.所属A.H.R.R.S.会計・M.H.R.R.旧派代表。棒金を携えた幽霊の青年。
爽やかだが腹黒。まつにベタ惚れしている。身内の外道には諦めが良い。ハッサンが天敵。
織田家臣で最も長く生きる利家襲名のため、死ぬことがない幽霊の身となった。
傭兵王ヴァレンシュタインの二重襲名は、その力を惜しむM.H.R.R.が与えたもので、「傭兵王の亡霊」という扱い。
多能で、専用武装「癒使」で強化した術式「加賀百万G」の汎用性もあり、様々な現場に対応できる。
武蔵と相対することが多く、その度に武蔵側の外道ぶりに振り回される苦労人。
お松（おまつ）
声 - 寿美菜子
P.A.O.M.所属A.H.R.R.S.会計補佐。小型の幽霊の女性。前田・利家の妻。
術式化による弊害なのか片言な口調であり、また正直で子供っぽい。
利家の補佐で術式「癒使」と化しており、常に流体を消費するので多大な出費を要す。

佐々・成政（さっさ・なりまさ）/「百合花」
四番の片割・P.A.Oda特務。ヤンキー風の青年。
粗野で短慮だが几帳面で序列には従う質。そのため勝家には顎で使われがち。
利家の相方。元反織田派だが、スレイマンとの確執から離反した。妹がいたらしい。
専用武装「癒使」を転用した術式装「百合花」を使う。
IZUMOで武蔵を単身襲撃するも、以降は元上司の勝家と組んで組織的に武蔵と戦う。
羽柴・藤吉郎（はしば・とうきちろう）/P-02m（ピーゼロツーエム）/「さるこ」「848」
五番・P.A.O.M.所属A.H.R.R.S.副会長。猿の仮面をした自動人形の少女。
一見気弱だが頑な信念を持ち、ひたすら自分を責めて成果をあげる人物と評される。
司教メルキオールやハプスブルク家の同時襲名者。 優れた人材発掘の才能を持つ。
十本槍を従える軍師だが、大罪武装に酷似した謎の武装を持っている。
「戦争終結の為には恐怖政治も辞さぬ」と豪語し、様々な軍略で国々や戦場を操る。
ルドルフ2世失踪後はマティアスを使い、M.H.R.R.の全権を握る。
その正体は体が日に二時間程度しか動かせない信長の半自動干渉パーツであり、仮面の下の素顔は信長同様、ホライゾンと瓜二つの顔を持つ。但し、体格は幼い。

### 関東方面
松永・久秀（まつなが・ひさひで）/「自爆男」
領内南部統括・ムラサイ諸派連合総長・「シギサン」艦長。痩身の老人。
訛った口調の剽軽ものだが、真意を悟らせず、常識を覆す所行を繰返す梟雄。トーリとはエロゲつながりで知己の中。
将軍暗殺と東大寺焼討を実行した歌舞伎者だが、武蔵建造に貢献した文化人でもある。
IZUMOで武蔵に接触、敵でありながら各反織田勢力と会議できるよう誘導した。
武蔵を信長が成長するための最大の敵とすべく、謀反の歴史再現で援護した後、シギサンと自爆。
滝川・一益（たきがわ・いちます）/「三立甲」
「白鷺・改」艦長。鉢金を巻いた忍者装束の女。
クールな姉御肌で、仲間内の共食いにもドライな対応。仲間はあだ名で呼ぶ質。
艦隊指揮と城塞建築に秀でる。印度諸国連合と相対する北条の宿敵。
マクデブルク前襲撃にて勝家と成政を運搬、奥州では聚楽第の警護で現れる。
その後、神流川の戦い後、小田原城の相対戦などを得てから、自身の歴史再現を全て終え、最期を迎えた。

### 安芸方面
九鬼・嘉隆（くき・よしたか）/「九本角」
P.A.Oda守護委員会水戦係代表。魚類系魔神族の男。
冷静で思慮深いが、「念入り過ぎて無駄が多い」とも。意外と私利私欲するタイプ。
鉄甲船団を率いる司令官。襲名に合わせ、元々十本あった角を一本折っている。
戦艦の指揮や建造に秀でるが、魔神族の強靭な身体能力で武神に相対することも。
厳島の戦いにて侵攻、勝利するも武神に乗った道雪と正面対決して角の一本と右腕を失う。
鈴木・孫一（すずき・まごいち）/「三本足」
P.A.Oda守護委員会特戦係。右目を布で隠した魔神族の女性。
冷静で礼儀正しいが、時に毒舌が混じる。「平凡に生きたい」と鈴木姓を名乗る。
傭兵隊「雑賀衆」を率いる隊長の1人だったが、裏切ってP.A.Odaについた。
長銃「ヤタガラス」を、右目の鳥を模した義眼と連動させ操る砲撃手。
鳥居・元忠とは旧知。

### 奥州方面
不破・光治（ふわ・みつはる）/「ふわあ」
対上越露西亜現地会計。眼鏡をかけたヘアバンドの少女。
明るく生意気だがヘタレでもらす。しかし仲間と在ることを望む強い仲間意識の持主。
利家や成政とで「三人衆」と呼ばれる。制服コレクター。運動音痴だが超健康優良。
完全なデスクワーク派で戦闘力は皆無。奥州に絡む計算は利家以上の正確さを誇る。
本人の知らぬ内に対ノヴゴロドの囮にされた後、主力らと合流して七尾城の戦いに参戦する。
御市（おいち）/「お12」
勝家の妻。首もとをスカーフで隠す黒い長髪の女性。
おっとりした風だが自らを悲観し、幸せが終わる時に殺される約束を勝家としている。
もと浅井・長政の妻。造反の歴史再現の折、彼とその教導院をほぼ殲滅した。
かつて武闘派を襲名すべく強化改造し、五大頂に比肩するも、相手を区別できない狂戦士と化す。
後に彼女以上の適格者が現れ目的を失い、その生涯に価値を見出して御市の方を襲名する。
動き続ける間は異常な身体能力を発揮する。またオリンピアから“天渡りの信仰・旧代”を預かる。
勝家の右腕喪失に暴走するが、自らも宗茂に右腕を断たれ、安堵を取り戻した。
佐久間・信盛（さくま・のぶもり）
艦隊司令。小柄な少女。
のんびり屋で包容力のある性格。発言を疑問形にして繰返す癖がある。飴好き。
佐久間・盛政との二重襲名者。防御陣形を得意とし、攻勢は不得手と称する。
七尾城の戦いで艦隊指揮を担当、直江艦隊との交戦に敗れる。
森・長可（もり・ながよし）/「モリー」
武神戦力。ウールキャップを被った3m超過の触手。
真面目で純情、礼儀正しい好青年。けど何かいやらしい。純愛路線だが巨乳好き。
羽柴がスカウトした新参者。暗黒大陸の邪神教に薬物で操られ、犯し続けたハードな過去の持主。
武神をまとう「人間無骨」で戦う。現状12本まで分裂可能で、それらも武神で覆い操る。
七尾城の戦いで相対した直政に一目惚れする。その後魚津城の戦いの契機となる。
羽柴・秀次（はしば・ひでつぐ）
羽柴の襲名上の甥。左側頭部に角を生やした少年の幽霊。駒姫の夫。
弱い残念で幽霊化した為、意識が薄い。しかし本来は温和で大人びた性格。
政宗の双子、伊達・小次郎。竜神の力で自害しきれず政宗の介錯で死去、だが利家の術で幽霊となる。
四聖「青竜」を政宗と共有しており、死後は同じく霊体化した青竜の半身を操る。
青竜が政宗側で調伏されたのを期に復活。駒姫を助け、互いの残念を知り成仏する。
最上・駒姫（もがみ・こまひめ）
秀次の側室・聚楽第艦長代理。狐耳をしたショートカットの少女。秀次当人の妻。
自信を持てない気弱な所もあるが、穏健で思慮があり、人を嫌いになれない質。
義光が流体により単身で産んだ半狐。羽柴から最上を守るために自害した。
戦闘力は皆無。丹羽らに操船技術を教わり、未熟ながら聚楽第を操るに至る。
ノヴゴロド墜落の被害を抑えようと単身奮闘、救いに来た秀次と互いの残念を確認し、成仏する。

### 一向宗
スレイマン
現一向宗首長・元オスマントルコ大総長。巨大なターバン姿の初老。
自信に溢れた好々爺といった風だが、かつては国益の為に軍略と計略を巡らせた梟雄。
本願寺・顕如の襲名者。スレイマンの襲名は剥奪されたが、そう呼ばれるのを好む。
P.A.Oda内の反織田勢力首魁として松永に連れられ、武蔵勢との会議に臨む。

## M.H.R.R.

### 旧派
ルドルフ二世（ルドルフにせい）/“狂人（ヴァージンニンガー）”
皇帝総長。普段は筋骨隆々な女装の男。
ハイテンションな悲観主義者。曰く「誰に対しても優しすぎる人」。オネエ口調。
アンヌに対する人質として、マクデブルク郊外の塔に幽閉されている。
ハプスブルク家の傑作で、無痛覚と高度な再生・変態能力、それを活用する人体の知識を持つ。
末世の研究データを巡りネイトと交戦、敗北後は自身を慕う女性達に連れられ消息を絶つ。
マティアス
生徒会長兼ボヘミア教導院副総長・M.H.R.R.旧派代表。元“暴食”の八大竜王。白髪まみれの中背な男。
一見のんきだが、傀儡として育てられ、自らもそれを楽しむ独特の観念を持つ。
ルドルフの実弟。今は羽柴の傀儡で、聖連との窓口。ナイフを胸に刺して携帯している。
大罪武装「飽食の一撃」を有し、また兄には及ばないが再生と無痛覚の加護を持つ。
厳島の戦いに勝利し聖連を掌握、またルドルフが失踪後は総長を追加任命した。
[副長]柴田・勝家
[副会長]羽柴・藤吉郎
[会計]前田・利家
[会計補佐]お松
P.A.O.M.所属及びA.H.R.R.S.所属。上記を参照。

#### 十本槍
福島・正則（ふくしま・まさのり）/「しとお」
ナンバー1。長身なポニーテールの少女。羽柴曰く「ノリちゃん」。
実直だが騙され易く、空回りも多い。一人称は「拙者」、語尾は「御座ります」。
実質的な実働のリーダー格。二代とは個性が色々と被ったライバル関係。巨乳一歩手前。
術式「逆落とし」と神格武装「一ノ谷」を用いた白兵戦を得意とする。
羽柴のため清正と独断で水戸を襲撃、その後ノヴゴロドで二代と2度目の相対戦を行う。
加藤・清正（かとう・きよまさ）/「巨 正」
ナンバー2。烏帽子に重装甲を着た少女。福島からのあだ名は「キヨ殿」。
丁寧口調で礼儀正しい常識人。やや年上ぶるところがあり、片桐にはガードが甘い。
福島の相方として行動を共にする事が多い。英国出身の金髪巨乳。スタイルが変わりやすい。
神格武装「カレトヴルッフ」と自動離脱具足を用い、広域に対応した白兵戦が可能。
福島と水戸を襲撃するも惨敗、帰還の為に赴いたノヴゴロドを破壊し墜落に追いやる。
石田・三成（いしだ・みつなり）/「成成成」
ナンバー3。羽柴の補佐役。体を持たないAI。
理性的な口ぶりだが羽柴を大事にしており、彼女に関してはやや情緒的。
初登場時は未襲名者で、正式襲名は人格形成がもう少し進んだ後に行う予定となっており、6巻下で完成。吉継を友人と想っている。
加藤・嘉明（かとう・よしあき）/「きめえ」
ナンバー4。金髪金翼の少女。脇坂からのあだ名は「キメちゃん」。
冷静かつ実直、鋭い口調だが仲間内のまとめ役。脇坂とは仲睦まじい。
脇坂とは姉妹関係で、“双鉄”と並び称される。強化機殻“白姫”を持つ白魔術師。
脇坂・安治（わきさか・やすはる）/「AnG」
ナンバー5。黒髪黒翼の少女。あだ名は「アンジー」。
ゆるい口調でのんびりした風があるが、意外と言動は直接的。
喜明の姉妹で“双鉄”の片割。強化機殻“黒姫”を持つ黒魔術師で、武装は調整し易いらしい。
平野・長泰（ひらの・ながやす）/「つるぎ」
ナンバー6。劔神社に連なる巫女。巨乳らしい。
丁寧口調だがかなりアグレッシブ。片桐に対しては極めてアグレッシブ。
十本槍の因縁を話そうとした“元”佐助を、対竜用の巨大な剣状矢で狙撃した。
蜂須賀・小六（はちすが・ころく）/「6」
ナンバー7。飛び級で高等部に所属しているが、年齢的には小学生。冷静沈着。
四聖武神の一体である「日溜玄武」を操る。
糟屋・武則（かすや・たけのり）/「黒　狼」
ナンバー8。黒髪の人狼。前衛役。ネイトと違い胸はある。
武器は「銀釘」（アルジョント・クルウ）。滝川・一益と一戦を交え、これを下す。
竹中・半兵衛（たけなか・はんべえ）/「黒 竹」
ナンバー9。眼鏡をかけた長寿族の女。
マイペースなのんびり屋だが、極めて容赦のない合理主義者。実利のための損害を望む。
黒田・勘兵衛の二重襲名者。羽柴とは似た者同士。よく食いよく吐きよく薬を飲むえろえろ系（嘔吐）。
聖譜顕装「聖骸の勇気・旧代」で自軍を補佐し、“三千世界”で戦況を予測する軍師。
片桐・且元（かたぎり・かつもと）/「□□凸」
ナンバー10・渉外委員会国外係長。長髪の小柄な少年。
礼儀正しく生真面目だが苦労性。男気が弱いことを気にしている。羽柴を信奉する。
非戦闘系で他の十本槍とは管轄が違うが、武蔵との交渉後は成長目覚ましく、意見を交換し合う。
羽柴の代理人として他国との交渉を任ずるが、術式“百紋検地”で戦略立案に協力することもある。
女装するトーリのカウンセリングで成長、その正体を知らぬまま淡い慕情を抱いてしまう。
可児・才蔵（かに・さいぞう）/「カニ玉」
副官候補。何事にもひたむきで真っ直ぐな女子。8本の機殻槍“笹群”を武器とする。
小田原征伐では羽柴代表として参戦し、最上・義光や里見・義康と相対する。

### 改派
巴御前（ともえごぜん）/「午前様」
A.H.R.R.S.書記・改派代表。鬼型長寿族の女性の幽霊。
鷹揚で気前が良いが抜け目無い。年齢ネタに敏感。ルターの襲名者。夫を殺した義経を恨む。
改派聖術に長ける他、戦槌とした聖譜と聖譜顕装「意欲の慈愛・旧代」を用いる。
マクデブルグ到達に前後して武蔵に助力、対織田会議でも武蔵との共同を約す。
ゲーリケ/「半球男」
マクデブルグ暫定市長・ザクセン教導院会計。両腕を半球を装備した義腕にした男。
一見すると冗談の通じない堅実な人柄だが、実は隠れオタクでナルゼのファン。
市の印刷業務を統括する。巴に無茶振りされリュイヌにいびられ、かなり不遇。
義腕の半球が作る指向性の真空を用いた秘技、垂直土下座の使い手。
対末世術式「マクデブルグの半球」と対P.A.Odaを巡り、武蔵と交渉する。

### その他M.H.R.R.の人物
大谷・吉継（おおたに・よしつぐ）/「超正義」
武者姿のM.H.R.R.制服姿の青年。制御情報の1つである病原（ウイルス）。不憫枠。
クリスティーナの自爆を見届けるために長岡屋敷に潜入するが、様々な行き違いにより「光る痴漢」呼ばわりされる。
島・左近（しま・さこん）/「小姫」
石田三成配下。身長3mもの長身の女。
その長身に見合ったリーチと膂力、人体実験で得た高い再生能力を武器とする。
機動殻「鬼武丸」を与えられ、ネルトリンゲンの戦いにて初陣。ネイトと相対する。

## 六護式仏蘭西
ルイ・エクシブ/“太陽王（ロワ・ソレイユ）”
総長。元“驕り”の八大竜王。全裸の美青年。輝元の夫。
尊大な自信家だが爽やかで天然。一人称は「朕」。輝元にベタ惚れで、素で惚気る。
六護式仏蘭西史上最大最強の王。アンヌの実兄。神の血筋。体の幼少期が長い体質。
大罪武装、聖譜顕装、常時加護「太陽の光」の連携で「無敵」の能力を発揮する。
歴史的敗者である輝元を救うため、襲名独占による世界征服を掲げる。
毛利・輝元（もうり・てるもと）/「元ヤン」
生徒会長。元“虚栄”の八大竜王。スケバン風の少女。エクシブの妻。
粗野で乱暴な口調だが、面倒見が良く気張った所がある。自称「表見ばかりの女」。
ダルタニヤンの二重襲名者。歴史的敗者でなり手がなかった毛利・輝元を自主的に襲名した。
大罪武装により「護られる」事で自軍を強める非戦闘員。他に聖譜顕装で敵軍を制限する。
エクシブの全愛人を襲名すべく勉強する傍ら、鳥取城の歴史再現を指揮する。
鳥取城の戦いの後、毛利勢を率い小田原へとやってくる。
人狼女王（レーネ・デ・ガルウ）/「現役娘」
副長。非常に豊満な胸をした人狼の女性。ネイトの実母。
気まぐれで自由奔放、時に極めて冷酷かつ傲慢に振る舞う。自称「現役」。
テュレンヌの襲名者。家族を護った恩人アンヌのため副長になった。
規格外の筋力を持つ強靭な体に加え、神格武装「戦乙女の神鉄槌」を用いる。
マクデブルクにてミトツダイラと相対した。後の鳥取城の戦いにて増田・元祥を二重襲名。
リュイヌ/「竜 犬」
副会長兼会計。重武神「パレ・カルディナル」と化した自動人形。
真面目な完璧主義だが、隠し事は苦手。アンヌを「御嬢様」と呼び敬愛している。
マザランの二重襲名者。元々は毛利側の自動人形だった。
アンヌと合流すべく武蔵へ亡命、マクデブルグの略奪で彼女と竜脈炉を遠ざけ消滅。
本体O.S.
リュイヌの人格を投影したインターフェース。
機構的な合一以前の姿なのか、セミロングの茶髪をした女性が二頭身で表れる。

ベルンハルト
番外特務。元欧州統治機構副将軍である天竜。
群竜であり、流体で作られた小竜に分裂することができる。

### 三銃士
アンリ/「杏里」
特務・三銃士リーダー格。凛々しい面立ちの女性型自動人形。
自動人形らしく生真面目だが、輝元にベタ付きで、どこか人間の女性的。
人を区別し優先度を定める、自動人形としては珍しい感性の持主。
普段は二律空間に収める、四本の巨大な刀を重力制御で操り戦う。
アルマン/「有る男」
特務・三銃士。巨躯の男性型自動人形。
くだけた口調の人間臭い性格。人を区別せず、共にいる時間を長くとる。
自動人形としては規格外の広域重力制御が可能。
イザック
特務・三銃士。平たく太い五体を有した武神型自動人形。
寡黙で漢字のみの片言でしゃべる。機械が自我を持つことに否定的。
両腕を艦載砲以上の長大なマケット式大砲に変形させる砲撃手。

### Mouriシリーズ
Mouri-01（モウリ-ゼロワン）
第四特務・書記・Mouriシリーズリーダー格。金の長髪をした女性自動人形。
包容力とリーダーシップのある年長者的な性格。
毛利・元清の襲名者。三姉妹の長女で巨乳担当。リュイヌの後継で副会長への昇格を申請中。
アルマンほどではないが、広範囲への重力制御が可能。
Mouri-02（モウリ-ゼロツー）
第五特務。短髪で長身の女性型自動人形。
寡黙で共通記憶でも滅多にしゃべらないが、姉思い。
毛利・元春の襲名者。三姉妹の次女でスレンダー担当。
精密な重力制御を得意とする。
Mouri-03（モウリ-ゼロスリー）
第六特務。ツインテールの小柄な少女型自動人形。
純粋で天真爛漫、自動人形でありながら情緒豊か。
毛利・隆景の襲名者。三姉妹の三女で幼女担当。
一時的な主人設定で人間を重力制御の対象にする固有技能を持つ。

### その他の六護式仏蘭西関係者
世鬼・政定（せき・まささだ）
魂にズレを抱えている自動人形。対武神、自動人形戦においては非常に強い。
アンヌ・ドートリッシュ/「ANA」
前臨時総長・生徒会長。パレ・カルディナルと合一した小柄な少女。
瀟洒で大人びた言動だが、存外に攻撃的な姉御肌で、世話焼きな「保護者」。
エクシブの実妹。神と人の血を引いているが、神の血が強く現れ過ぎているため体が消える病を患っている。ミトツダイラの両親の恩人。
引退後に人質としてマクデブルグで軟禁、死の間際に竜脈炉を遠ざけリュイヌと消滅。
ミトツダイラの父
人間の地方領主。アンヌの同窓生で人狼女王の夫。言動が恐ろしく若々しい。周囲によるとかわいい系。
性的な意味で被害者。曰く「攻め込まれ派」。現在、第二子のため日夜励まされる。
コンデ公ルイ二世と清水景治の二重襲名者。料理が得意でトーリと意気投合する。
リシュリュー
先代会計。極東から帰化した初老の男。
立場上アンヌと対立し、嫌みも嘘を交わしたが、不仲ではなかった様子。
リュイヌへの引継手続きの最中に公主隠しで蒸発。「公主には親がいる」とメッセージを残した。
毛利・元清（もうり・もときよ）
輝元本人の叔父。ユスターシュ・ドジェとの二重襲名を予定していた。
重責に耐えかね初等部を前に失踪した。輝元によると、ペルソナ君と体格がそっくりだが、背中に入れ墨があるという。
“聖なる小娘”（ジャンヌ・デ・アーク）
100年戦争の英雄。天使。火刑に処されたとされるが、生存説もある。
“青髭”（ジルドレ）
“聖なる小娘”の部下。食人鬼（オーガ）で、六護式仏蘭西に多い食人習性異族の代表例。

## 上越露西亜
上杉・景勝（うえすぎ・かげかつ）/「雷帝」/「かげV」
総長・生徒会長。青白い肌の人型に近しい魔神族の男。
冷酷で厳格、を装う虫も殺せぬ温和な性格。動物と戯れ園芸に勤しむのが夢。
イヴァン4世の二重襲名者で、元上杉・謙信の襲名者。世の流れで望まぬ「暴君」を演じる。
鉄の錫杖と雷を操る。特技は、雷と杖の打撃に罵倒を合わせた悪霊祓いの治療術。
春日山宮殿にてトーリの説得を受け成長、ノヴゴロドにて旧友マルファと和解する。
本庄・繁長（ほんじょう・しげなが）/「繁 子」
第三特務・南東部防衛担当。灰色の長髪をした魔神族の女性。
勤勉で仲間意識が強く、大仰な言葉遣いをする。口調は「〜である」系。
奥州内闘争の末期を担う勇士で知られる。談合により伊達姉弟や駒姫とは旧知。
神格術式「本庄盾」を攻防に用い、“挨拶”などの艦上白兵戦の指揮も行う。
外交官のトーリらを迎えマルファの襲撃から護るが、三国会議ではネイトと相対する。
直江・兼続（なおえ・かねつぐ）/“愛染の人”（あいぜんのひと）/「愛人」
副長・副会長。Tシャツ半ズボンに“愛”の紋章がついたヘルメットを被った男。
親和的でポジティブだが、変質者レベルの博愛主義者。やや粘着質な口調。
体制改新で上杉四天王に代わる新幹部となった。景勝の本心の理解者。
術式「愛の体罰」で動力を補完する艦隊司令で、景勝をして魔神族に匹敵する実力者と称される。
ノヴゴロドの対応を任じ一度は敗れるも、魚津城の戦いでは佐久間撃墜の功を上げる。
斎藤・朝信（さいとう・とものぶ）/「朝の部」
第一特務。禿頭の老人。
知的で配慮があり、経験値を活かしたフォローが得意。
人間としての年季と経験値を持つ“鍾馗”で知られ、景勝を支え、仲間達を諌める。
主に地上の前線指揮を担い、“鍾馗”の正確な攻撃予想と屏風刀を用いて行軍する。
三国会議で成長した景勝に喜び、またそれを仲間とより「王」にしていく決意を抱く。

### ノヴゴロド
マルファ・ボレツカヤ/“裏切り自由”（ヴェージマ）
ノヴゴロド市長・元副長。元“憤怒”の八大竜王。花輪飾りと虎柄マフラーで飾る女。
高慢で内心を見せず、常に余裕を漂わせる。一方で同胞や景勝を慮る姉御肌な一面も。
上杉・景虎との二重襲名者。霊魂展開術を開発した不死系魔神族の末裔。景勝の元同級生。
大罪武装「憤怒の閃撃」を持ち、また死者戦士団と先祖伝来の武装「影虎」を操る。
P.A.Odaに協力態勢をとり新発田・重家を追加襲名、だがオラニエを引き入れたため侵攻される。
後に景勝と和解する。
トビー
マルファの補佐役。上記を参照。

## 清武田
源・義経（みなもと・よしつね）
総長・生徒会長。幼い風貌をした純系長寿族の女性。
適当で好々爺な風だが、圧倒的経験値で達観しており、独自の帝王学で動く。
武田・信玄とヌルハチの二重襲名者。帝を除けば現存最高齢。
実兄源・頼朝が二重襲名した源・実朝を歴史再現に則り暗殺した。
七部一仙派の他、「八艘跳び」などの純粋な体術にも通じる近接武術師。
長篠の戦いにてP.A.Odaと交戦、正体不明の攻撃を受け弁慶とともに敗れる。
静（しずか）
巫女型の走狗。義経に古くから仕えている。

弁慶（べんけい）
副長・都市艦「躑躅」。身長3kmほどの人型移動都市。
純粋で愛嬌のある性格。たどたどしい口調で、言葉の間に「・」を挟む。
普段は四つん這いの都市艦形態をとる。インターフェースとして僧兵走狗を出せる。
打撃型対空武装とも称され、仙道術により人間と大差無い速度で格闘戦を行う。
長篠の戦いにてP.A.Oda艦隊に格闘戦を展開、しかし謎の大破壊攻撃を受け大破。
佐藤兄弟（さとうきょうだい）/「さと右」「さと左」
副会長を兼任する双子の老人。大刀を杖代わりにした森林系長寿族。
老獪に振舞うが予想外の反応に弱く、義経に「怯えたようなやり方」と称される。
どちらが兄かでいつも喧嘩している。純系ではないため、義経より短命。

## 真田
真田・信之（さだな・のぶゆき）
総長・生徒会長・アリアダスト教導院予備講師。兜を被った体格のいい男。
真面目で自らを騙さず退かない、武人の誇りを持つ。ただしヘタレ気味で小物っぽい。
真田の前線に立てる実力はあるが、主力には見劣りする。長生きする質。二代に求婚する。
名目だけの地位をあてがわれる逆境の中、誇りを損なわぬため、単身で武蔵に協力を取り付ける。
真田・昌幸（さなだ・まさゆき）
学長。伸之と信繁の父。小柄な白髪の老人。厳格で古風な性格。
酒井と面識があり、彼にはひどく畏まって応じる。老身だが中々の身体能力を持つ。

### 副長派
真田・信繁（さなだ・のぶしげ）
副長。信之の弟。
真田の主体派で、信之・昌幸らとは対立している。
“元”猿飛・佐助（“もと”さるとび・さすけ）
真田近辺の竜属の長・元ガリア方面制圧軍軍団長。老いた白い天竜。
冷静で誇り高い性格。2度の敗北により、“元”才蔵ともども性格がやや丸くなったらしい。
光竜として光速の機動力を持ち、全身から竜砲を撃てる。また体質的に蜻蛉切を無効化できる。
第一次上田合戦として武蔵勢と交戦、東西無双に連なる2人に敗れ、長い生涯に幕を下ろす。
“元”霧隠・才蔵（“もと”きりがくれ・さいぞう）
老いた黒い天竜。
“元”佐助と違い、フランクで若々しい口調。意外とにのんびり屋で日向好き。
かつて竜の王を討ち、現役時の軍をほぼ壊滅させた聖譜越境隊に勝つ事を望む。
人化と隠形術の併用で身を隠し、更に竜の力を人の精度で放つ刃で攻撃する戦術を使う。
第一次上田合戦にてミトツダイラらに敗れるが、最後に聖譜越境隊に連なる浅間の攻撃を避け、満足して死す。
筧・虎秀（かけい・とらひで）
斥候。リンドヴルム氏族の地竜系飛竜。
やや短絡的だが竜の誇りを持ち、また意外と人間好きだと評される。
“元”佐助らの部下で、彼等よりは若い。真田の地竜では最強で、強力な突進を放つ。
武蔵を強襲し幾らかの被害を残すも、人的被害は出せず、武蔵勢総出で撃退された。
加藤・段蔵（かとう・だんぞう）/トビー
第一特務・元マルファ補佐役。人の姿をした翁。
一見すると好々爺だが、底知れない不気味さがある。情に厚く、身内への義で動く。
上杉家に仕えた歴史再現で上越露西亜に一時在籍、マルファの補佐をしていた。
戦国最強の忍者の1人、幻術使い“飛び加藤”の襲名者に相応の、奇怪で圧倒的な戦闘力を持つ。
十勇士を指導し、「大先生」と呼ばれる。十本槍に遺恨があり、六護式仏蘭西に加勢する。
巴里での戦いで福島・正則と対戦。自身の全ての力を使いきり、消滅した。

#### 真田十勇士
猿飛・佐助（さるとび・さすけ）
要らずの一番・十勇士のリーダー格。浅黒い肌をした男。
適当で怠慢だが友誼に厚く、任務に私情を考慮しようとするタイプ。
公私に渡る才蔵の相方。才蔵の補助による加速戦法の他、変装や動体模写に長ける。
奥州では青竜の暴走を目撃し伊達に潜入、鈴が伊達の内情を知るきっかけとなる。
霧隠・才蔵（きりがくれ・さいぞう）
要らずの二番。白い髪と肌をした風精の女性。
はすっぱな口調の男勝りで、佐助とは憎まれ口が絶えない。
佐助の女房役。風になる能力を持ち、追風による補助やカマイタチによる攻撃を行う。
三好・清海（みよし・せいかい）
要らずの三番。鬼型長寿族の中年。
丁寧口調で一見理知的だが、自分勝手で図太い。繊細な文学が好み。
元三好・政康の襲名者で、松永・久秀の旧知。流体砲の術式を使う。
三好・伊佐（みよし・いさ）
要らずの四番。童顔で小柄な女性。
明るく陽気な技術者気質。メカに恍惚とする質で、武蔵がお気に入り。
種族は人間だが、“要らず”で2番目の年長者には見えないほどの若作り。
術式糸車による器物の遠隔操作を得意とし、主に二律空間に収めた重武神の腕で戦う。
武蔵の破壊工作を失するが、その力を証明した事で仲間を“本物”にし、致命傷のまま闇に消える。
穴山・小介（あなやま・こすけ）
要らずの五番。布袋を下げた糸目の青年。
常に敬語でリーダーシップもあるが、やや押しが弱い。
十勇士のサブリーダー格で、佐助がいない現場では連絡や統率を担当する。
奥州では伊佐らを率いて潜入、破壊工作に失敗するも成果を確信し、撤退した。
由利・鎌之介（ゆり・かまのすけ）
要らずの六番。鋭い目つきをした少女。
口数が少なく、開いたとしても端的で容赦のない物言いをする。
二刀流の使い手で、太刀筋に真空を起こして切断力を上げる忍術を使う。
海野・六郎（うんの・ろくろう）
要らずの七番・山家神社の巫女。厚い化粧をした踊子姿の女。
ノリの良い口調でしゃべる勝ち気な性格。大きな鉄扇で戦う。
真田近辺に限り、「黄泉」による術式的な水で敵を沈める術式が使える。
根津・陣八 （ねづ・じんぱち）
要らずの八番。少年。
真面目で礼儀正しいが、ネガティブで疑い深く、過去の失敗を引き摺る質。
かつて仲間が“要らず”になる原因を作ったとし、仲間や成果に一際固執する。
周囲の小物を、遠隔操作可能な弾丸として撃ち出す狙撃の術式を使う。
武蔵へ潜入、“有明”に穴山と伊佐の手引きをする。伊佐の死に悲観的な反応をした。
望月・幸忠（もちづき・ゆきただ）
要らずの九番。侍女式自動人形。
自動人形らしい冷静で配慮のある性格。頭髪を元にした爆砕術式を使う。
筧・十蔵（かけい・じゅうぞう）
要らずの十番。火縄をくわえた長身痩躯の青年。
無精な口下手だが、意外と説教が多い。人前が苦手。その素養ゆえ「神」に対してシニカル。
独特の素養により、射撃術式は「死角にある物を死角に送る」転送系のものしか使えない。
滝川と共に蟹江城の戦いと共有で再現された第二次上田合戦に出陣、戦闘後、遺跡の水を抜くために力を使い生を終えた。

## 里見
里見・義頼（さとみ・よしより）/“家臣殺し”/「八房」
総長。目元を髪で隠した青年。元正木・憲時の襲名者。
穏健で落ち着いているが、真意を胸に秘め、負担を一身に背負おうとする苦労人。
歴史再現で先代里見・義頼を殺め襲名を交換した。トーリにかつての自分を重ね、また行動に救われる。
重武神「八房」と神格武装「村雨丸」に認められた優秀な武神乗り。
三方ヶ原の戦いでP.A.Odaから武蔵を護るため成瀬・正義を臨時襲名、「忠」で特攻し死亡。
里見・義康
生徒会長。上記を参照。
先代里見・義頼
故人。先代生徒会長。義康の実姉。胸は大きかったらしい。
現里見・義頼（当時の正木・憲時）の謀反の歴史再現の折、手違いで彼に殺された。
実情は里見の戦意を保ちつつP.A.Odaの侵攻を止める為、現義頼と密かに図った死だった。
真相は民の反発を避けるべく隠されたが、民は自分達の為の秘密があると悟っており、その上で仕えていた。
正木・時茂（まさき・ときしげ）
元第三特務。武神「信」を操る武神乗り。
文禄の役で羽柴に占拠された後はM.H.R.Rに所属し、直政と相対。
関東解放後、義康から副長兼副会長を打診され、なんやかんやで就任。

## 印度諸国連合
北条・氏直（ほうじょう・うじなお）
総長・生徒会長。目を伏せた牛角の自動人形の女性。生来は鬼型長寿族。
毒舌かつ高慢で理屈っぽいが、私事では未練がましい執着や年長者的な気遣いを見せる。
幼い頃から病弱なため肉体を自動人形に置き換えている。許嫁になるはずだったノリキに執着する。褐色巨乳枠。
4本の大刀を常備し、刀群「天下険山」を持つ。その実力は群雄割拠だった自国を統一したほど。
IZUMOにて反P.A.Odaとして武蔵と接触、一方で私事としてノリキに帰郷を促した。
小田原の戦い終了後、ノリキと相対。ノリキに敗れてからは結婚を申し込まれ、これを受諾。
その後は襲名を解除して一般市民となり、武蔵上でノリキと新婚生活を開始した模様。
風魔・小太郎（ふうま・こたろう）
忍者装束の少女型走狗。控えめな性格で、自分に自信が無い。
最新型の走狗だが、かつて捨てられ、氏直に拾われた。

北条・時頼（ほうじょう・ときより）
400年前の極東統治者・聖譜越境隊の長。
全国を巡り民の声を聞いた初めての長とされ、真田の竜属を北条へ誘った事もある。
北条の領地に、完全な形で残る天津乞神令教導院がある事を仄めかしていたらしい。
北条・氏照（ほうじょう・うじてる）
氏直の歴史再現上の叔父。自動人形だが、生来は魔神族。やたらとハイテンションな喋り方をする男。
小田原征伐にて北条家代表として参戦。本庄・繁長と相対。
北条・幻庵（ほうじょう・げんあん）/「超叔父」
北条の機鳳隊のトップである長寿族の男性。北条・氏邦の二重襲名者。
小田原征伐にて北条家代表として参戦。里見・義康と相対。その後、安土の足止めの為に出撃するが撃墜され、その生を終えた。

## 伊達
伊達・政宗（だて・まさむね）/“独眼竜”（どくがんりゅう）
総長・生徒会長。左側頭部に角を生やした少女。竜神と人のハーフ。全方位武術師。
穏健で紳士的だが、意外とずけずけした物言いで遠慮無い。男性的な口調で話す。
小次郎の双子の姉。幼少に誤って成実の四肢を砕いて以来、青竜を呼び出せない。
後の搭乗機として加護役を任じられた四聖「青竜」を持つが、その暴走に侵されている。
小次郎を殺めた後悔で逃避するも鈴に説得され、右目を潰して青竜を御し、武蔵との共同を選ぶ。
伊達・成実（だて・しげざね）/「不退転」
副長。3年梅組を参照。
片倉・景綱（かたくら・かげつな）/「景綱君」
会計。眼鏡をかけた軽装の少年。
意図的にテンションを二極化して会話する。基本的にダメだが、肝心な所は外さない。
伊達のブレーンで、青竜に侵された政宗に代わり、仲間をまとめ統率する。
度を超えた情報処理能力を持ち、高速な指示で詳細かつ的確に前線を指揮する。
政宗に隠しているが、指揮は彼女に基づくもので、奥州三国会議では武蔵に難題をもたらす。
鬼庭・綱元（おににわ・つなもと）/「牙 」
第二特務。鬼型長寿族の男。
厳格で部下からは鬼教官と恐れられるが、それ故に鬼切を免れた時は落ち込む一面も見せた。
武神「左月」を操る武神乗り。部下の武神隊とともに幾度も青竜と戦う。
留守・政景（るす・まさかげ）「留守居」
第一特務。拠点「仙台城」の管理システム。表示枠では老人の姿で現れる。
敬語で礼儀正しいが、機械であるためか情緒が薄い。
主に仲間の連絡役だが、仙台城内で起きた最後の青竜戦では、構造を操り調伏に貢献した。
義姫（よしひめ）
学長。額の右側に角を生やした女性。鬼型長寿族と人のハーフ。
出産の経験談も露骨に語るマッシブ入った性格で、仲間にも気を抜かせない。
義光の旧友で妹分。彼女によると「うっかり者」。竜神との間に政宗と小次郎をもうける。
武蔵の面々に政宗や青竜の出自を語る。
竜神（りゅうじん）
義姫の夫。奥州に棲む“奉ろわぬ神”。
伊達・輝宗の歴史再現で封じられた。

## 最上
最上・義光（もがみ・よしあき）/「九尾娘」
総長・生徒会長。狐の耳を生やした人狐の女。
松永に並ぶ梟雄で内心を見せないが、私事では鷹揚で母性的、特に親族にとても甘い。
独り身で、地脈により夫無しで駒姫を産んだ。義姫の姉貴分。里見の面々とも顔見知り。
戦略と国営に優れ、一代で最上を大国にした。古式神格武装「鬼切」を持つ。
駒姫の死を契機に奥州の輪を抜け武蔵に助力、外交官のアデーレや義康を歓迎する。駒姫が”嫁入り”したのを見送ってからは改めて武蔵に協力してくれている。
鮭延・秀綱（さけのべ・ひでつな）
書記・会計。鮭型の走狗。語尾は「-モン！」。
馬鹿正直で思ったままにしゃべるため、義光の代弁者としてストレス解消に役立つ。ややマゾ。

## その他の勢力
藤原・泰衡（ふじわら・やすひら）
平泉頭領。長身な長寿族の老女。
穏やかで平静だが、立場や血筋もあって、極東や神道の者には頑なで距離を置く。
三方ヶ原の戦いで疲弊した武蔵を擁護した。黎明の時代に関する知識を多く知る。
旧式の霧状ステルス術式を持つ。異常に早い論述展開による議論を行う。
奥州三国会議を前に突如来訪、正純や浅間との討論を経て黎明の時代の知識を伝える。
オラニエ公ウィレム（オラニエこうウィレム）/“抵抗総長”
独立阿蘭陀教導院の総長・生徒会長。通称「オラニエ」。牧師風の服を着た男。
理性的で冷静。礼儀を通すため不慣れな極東弁を使い、片言外国人ネタを披露。
元信の元同志で、創世計画の内容を知る。かつて公主と友人になろうとした。
ノヴゴロドにて武蔵に創世計画の正体を伝えようとするが、公主隠しで蒸発する。
クリスティーナ/「自爆女」
瑞典総長。28歳。長身の巨乳美女。オラニエ公ウィレムの姪で、長岡・玉の二重襲名者。
歴史再現に従い、屋敷ごと自爆して死ぬ運命にあったが、襲名上の夫である忠興に救われる。
その後、武蔵上で忠興と新婚生活を開始するが、混乱すると手持ちの爆弾で自爆したがる癖は抜けていない。
公主（こうしゅ）
かつて元信らが友人になろうとした存在。末世解決の鍵を握るとされる。
公主隠しの実行犯と目される。
帝（みかど）
京の内裏で、三種の神器を用いて地脈を制御しているといわれる存在。東は息子に当たる。
その正体は、環境神群をその体に下ろして対話をするための、もっとも古い自動人形の1体。そのため、東は直接の子ではない。
8巻にて、一度地脈に戻したほうが作業が進むとして解体され、消滅した。